# Gluphisia danbyi
Gluphisia danbyi är en fjärilsart som beskrevs av Berthold Neumoegen 1892. Gluphisia danbyi ingår i släktet Gluphisia och familjen tandspinnare. Inga underarter finns listade i Catalogue of Life.